# Critot
Critot est une commune française située dans le département de la Seine-Maritime en région Normandie.

## Géographie

### Localisation
Critot est une commune agricole située dans le Pays de Bray dans l'aire urbaine de Rouen, à 51 km au sud de Dieppe, à la jonction des routes D12 et D57. L'autoroute A28 borde la commune à l'est.

### Communes limitrophes
Critot est limitrophe de sept autres communes.

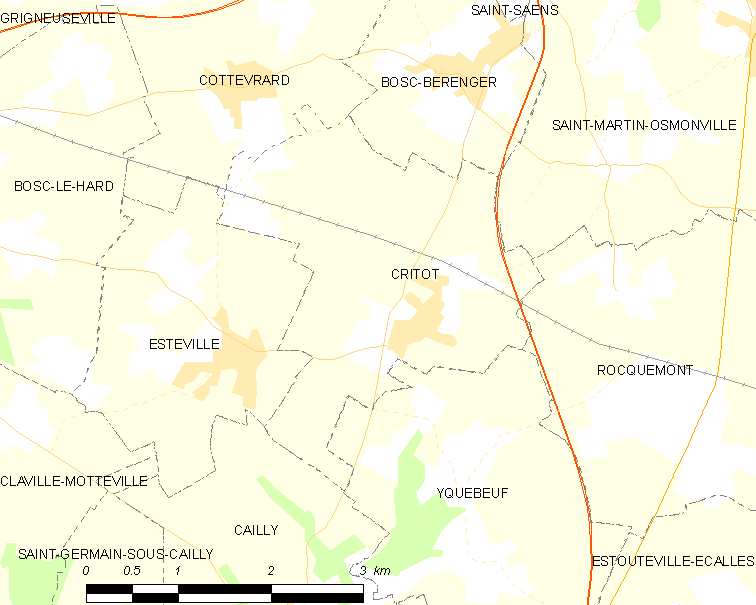
Carte de la commune de Critot et de ses proches communes.

| Cottevrard | Bosc-Bérenger | Saint-Martin-Osmonville |
| Esteville  | Critot        | Rocquemont              |
| Cailly     |               | Yquebeuf                |

### Hydrographie
La commune est située dans le bassin Seine-Normandie. Elle n'est drainée par aucun cours d'eau,.

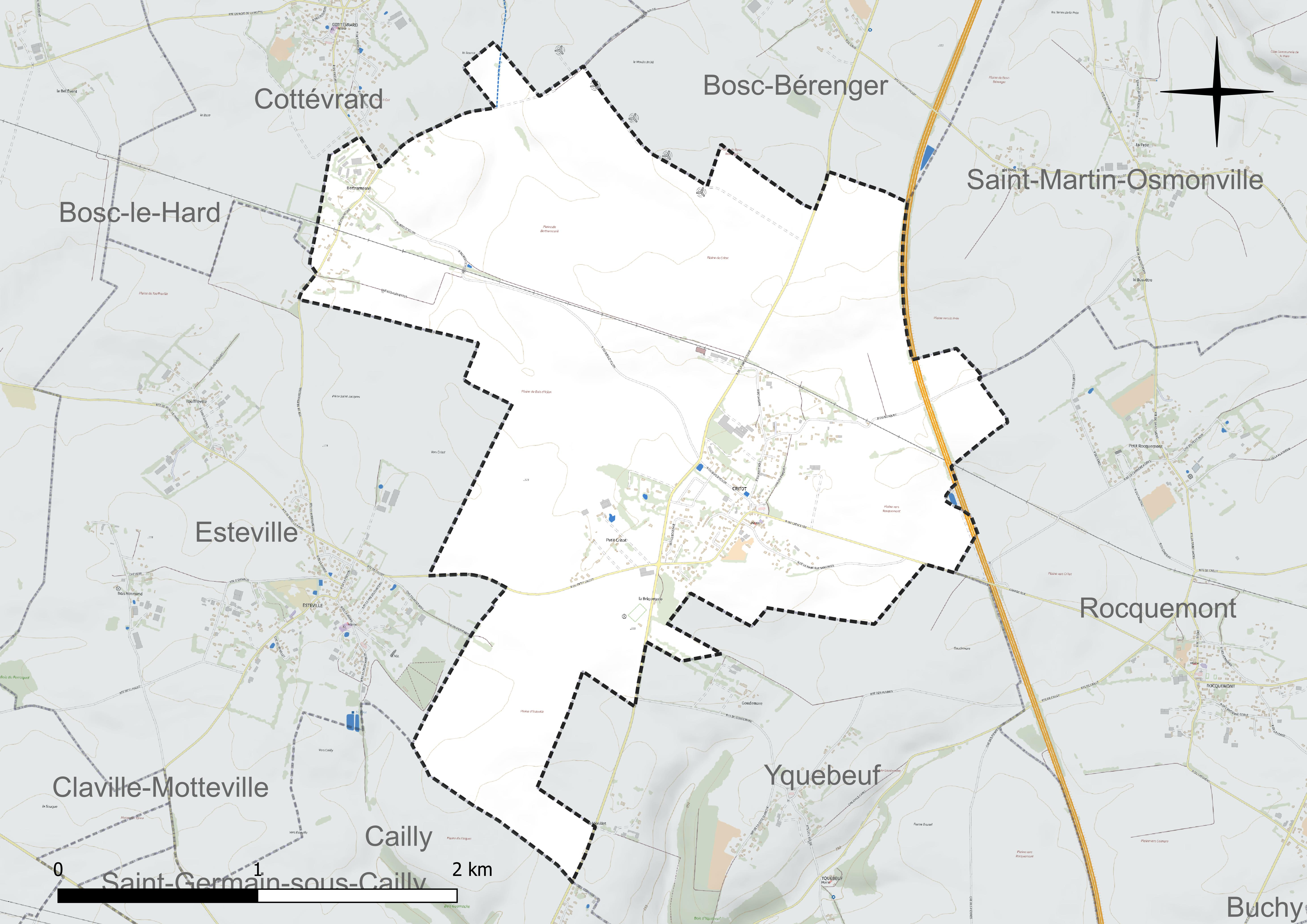
Réseau hydrographique de Critot.

### Géologie et relief
La superficie de la commune est de 705 hectares ; son altitude varie de 152  à   187 mètres.

### Climat
Pour des articles plus généraux, voir Climat de la Normandie et Climat de la Seine-Maritime.
En 2010, le climat de la commune est de type climat océanique dégradé des plaines du Centre et du Nord, selon une étude du CNRS s'appuyant sur une série de données couvrant la période 1971-2000. En 2020, Météo-France publie une typologie des climats de la France métropolitaine dans laquelle la commune est exposée à un climat océanique et est dans la région climatique Côtes de la Manche orientale, caractérisée par un faible ensoleillement (1 550 h/an) ; forte humidité de l’air (plus de 20 h/jour avec humidité relative > 80 % en hiver), vents forts fréquents. Parallèlement le GIEC normand, un groupe régional d’experts sur le climat, différencie quant à lui, dans une étude de 2020, trois grands types de climats pour la région Normandie, nuancés à une échelle plus fine par les facteurs géographiques locaux. La commune est, selon ce zonage, exposée à un « climat maritime », correspondant au Pays de Caux, frais, humide et pluvieux, légèrement plus frais que dans le Cotentin.
Pour la période 1971-2000, la température annuelle moyenne est de 10,1 °C, avec une amplitude thermique annuelle de 14,3 °C. Le cumul annuel moyen de précipitations est de 897 mm, avec 13,5 jours de précipitations en janvier et 8,8 jours en juillet. Pour la période 1991-2020, la température moyenne annuelle observée sur la station météorologique la plus proche, située sur la commune de Bouelles à 21 km à vol d'oiseau, est de 10,7 °C et le cumul annuel moyen de précipitations est de 838,4 mm,. Pour l'avenir, les paramètres climatiques de la commune estimés pour 2050 selon différents scénarios d’émission de gaz à effet de serre sont consultables sur un site dédié publié par Météo-France en novembre 2022.

## Urbanisme

### Typologie
Au 1er janvier 2024, Critot est catégorisée commune rurale à habitat dispersé, selon la nouvelle grille communale de densité à sept niveaux définie par l'Insee en 2022.
Elle est située hors unité urbaine. Par ailleurs la commune fait partie de l'aire d'attraction de Rouen, dont elle est une commune de la couronne,. Cette aire, qui regroupe 317 communes, est catégorisée dans les aires de 200 000 à moins de 700 000 habitants,.

### Occupation des sols
L'occupation des sols de la commune, telle qu'elle ressort de la base de données européenne d’occupation biophysique des sols Corine Land Cover (CLC), est marquée par l'importance des territoires agricoles (95,7 % en 2018), une proportion identique à celle de 1990 (95,7 %). La répartition détaillée en 2018 est la suivante : 
terres arables (81,7 %), prairies (14 %), zones urbanisées (4,3 %). L'évolution de l’occupation des sols de la commune et de ses infrastructures peut être observée sur les différentes représentations cartographiques du territoire : la carte de Cassini (XVIIIe siècle), la carte d'état-major (1820-1866) et les cartes ou photos aériennes de l'IGN pour la période actuelle (1950 à aujourd'hui).

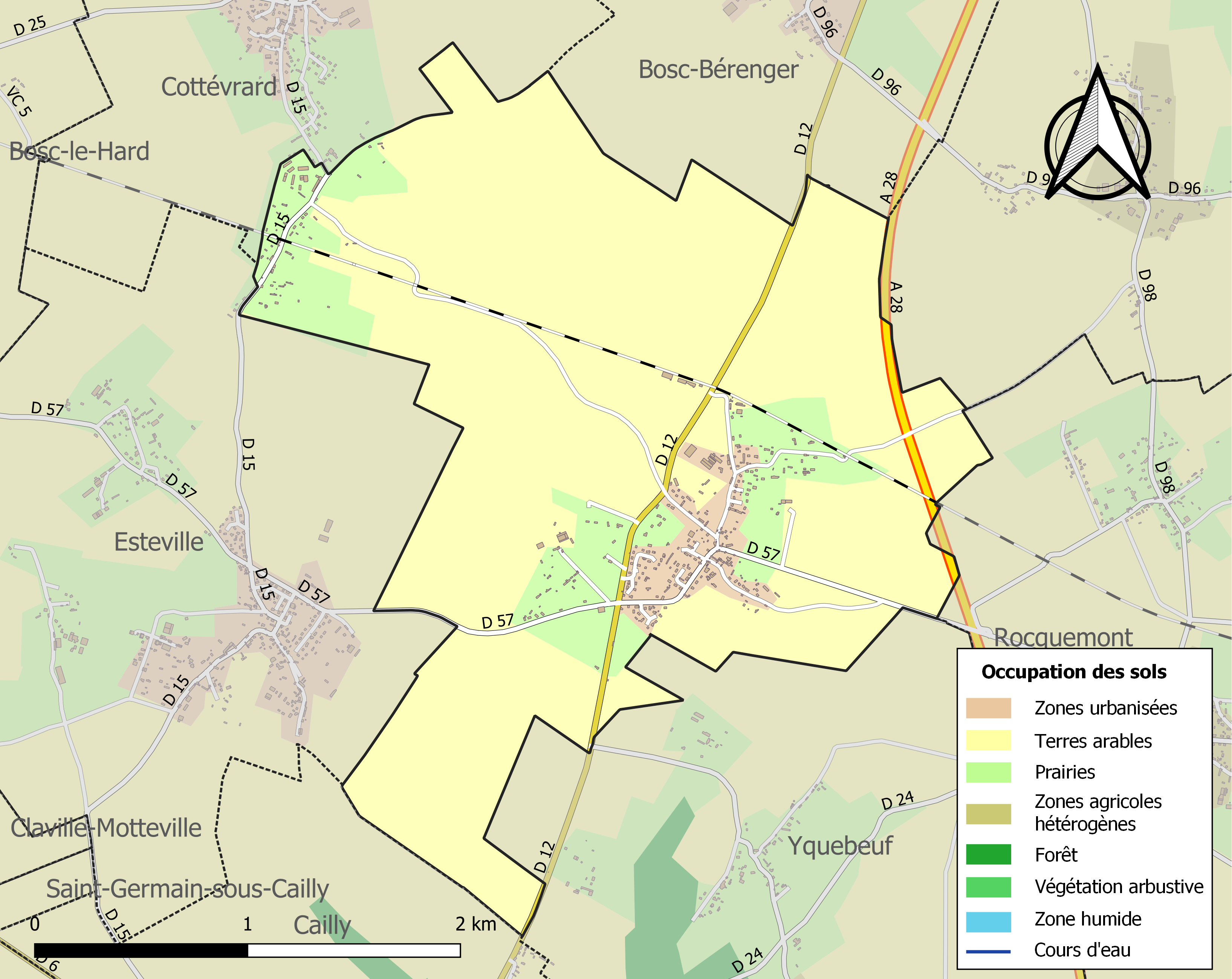
Carte des infrastructures et de l'occupation des sols de la commune en 2018 (CLC).

## Toponymie
Le nom de la localité est attesté sous les formes Crescetot en 1074, Cristot au XIe siècle, Critot en 1731 (Archives départementales de la Seine-Maritime, G 3267, 1417, 1428).
La commune correspond à l'ancienne paroisse de Critot sur Cailly.

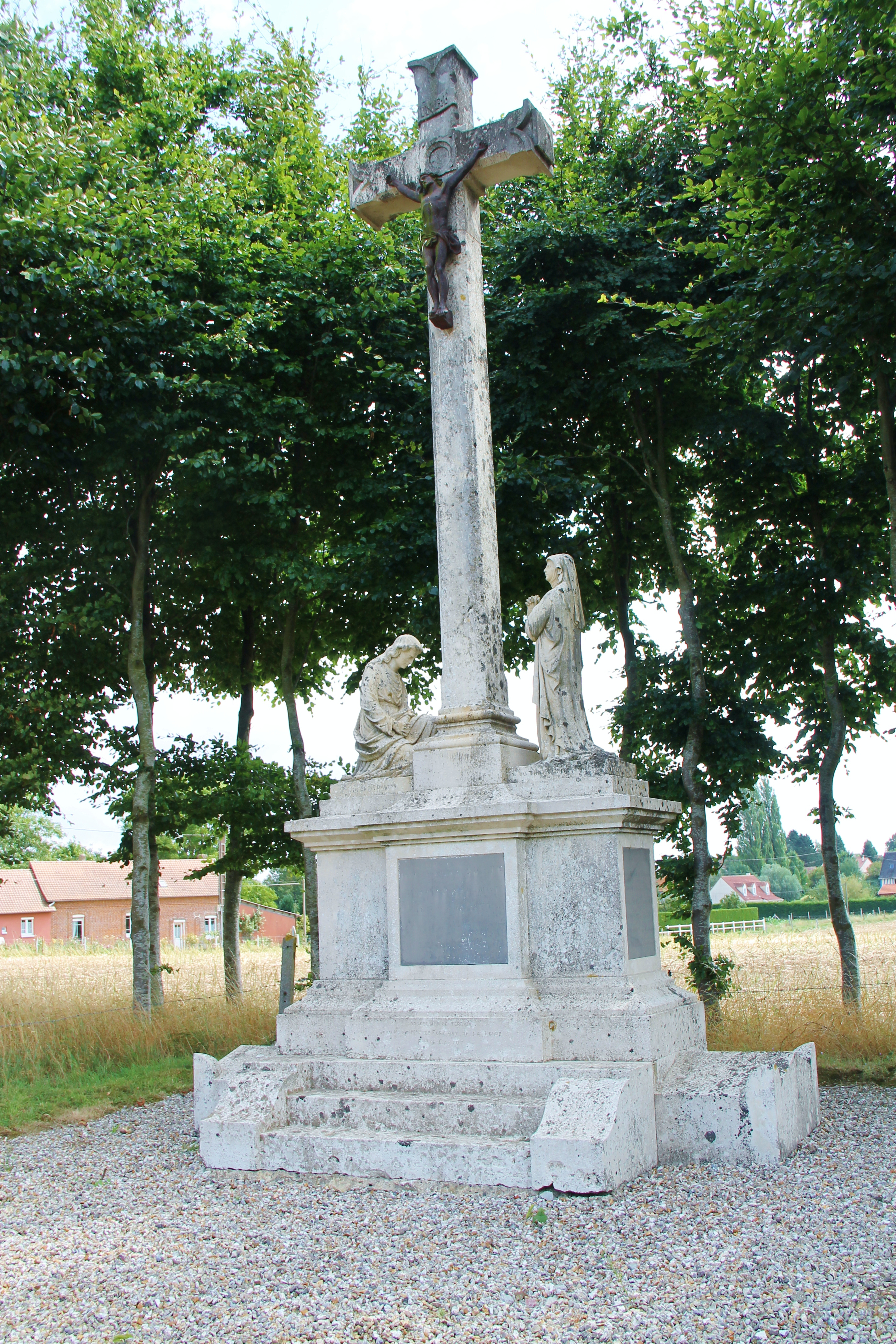
Monument aux soldats victimes de l'accident ferroviaire du 4 octobre 1870.

## Histoire
Des fouilles effectuées au XIXe siècle ont révélé qu'au cours de la préhistoire, au paléolithique le site était déjà occupé, et que s'y est exercée une importante activité de fabrication d'outils de pierre taillée.
En 1264, l'église est consacrée par Eudes Rigaud, archevêque de Rouen.
Durant la guerre de 1870, la commune se trouvera sur la ligne de front, et de nombreux combats s'y dérouleront, avec notamment pour enjeu le contrôle de la voie ferrée reliant Montérolier-Buchy à Motteville par Clères.
Le 4 octobre 1870, peu après minuit, dans sa gare, un train transportant une compagnie du 20e bataillon de chasseurs à pied se repliant vers la Loire est aiguillé par erreur sur une voie de garage et s'écrase contre un talus. Dans le choc, quatorze hommes sont tués, et une centaine sont blessés. La censure occultera l'accident, mais sur souscription ouverte à l'initiative de la municipalité un monument commémoratif en forme de calvaire sera érigé sur les lieux vingt ans plus tard.
Dans les années 2000, la commune, opposée à la modernisation de la même ligne, engagera plusieurs actions contentieuses et obtiendra temporairement la suspension des travaux, avant d'être définitivement déboutée par le Conseil d'État.

## Politique et administration
| Période                                  | Période                    | Identité        | Étiquette | Qualité |
| ---------------------------------------- | -------------------------- | --------------- | --------- | --- |
| Les données manquantes sont à compléter. |                            |                 |           | |
| 1956                                     | 1959                       | Jean Benet      |           | Agriculteur |
| Les données manquantes sont à compléter. |                            |                 |           | |
| 1989                                     | 2014                       | Francis Sénécal | PS        | Conseiller général de Saint-Saëns (2001 → 2014) Vice-président[Quand ?] du conseil général Président de la CC du Pays Neufchâtelois (1993 → 2006) |
| 2014                                     | En cours (au 10 août 2020) | Rémy Renault    |           | Président du Sivos de Critot, Cottévrard, Rocquemont et Bosc-Bérenger Réélu pour le mandat 2020-2026                                              |

## Démographie

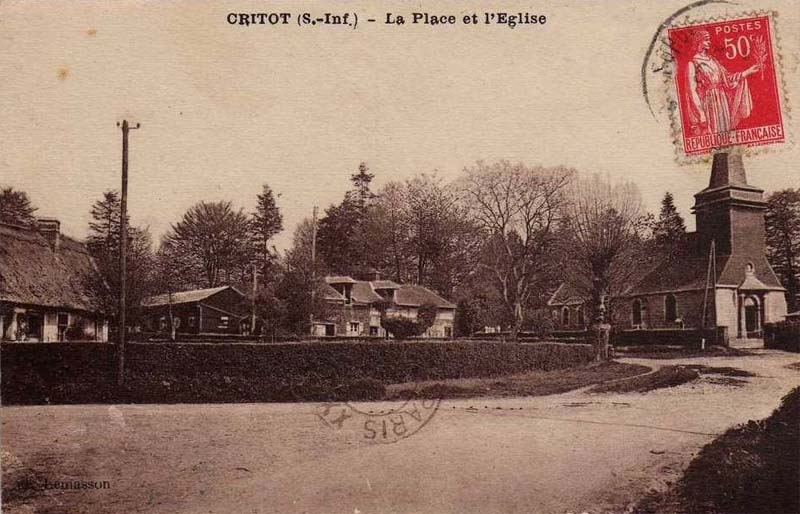
Carte postale du village vers 1925.

L'évolution du nombre d'habitants est connue à travers les recensements de la population effectués dans la commune depuis 1793. Pour les communes de moins de 10 000 habitants, une enquête de recensement portant sur toute la population est réalisée tous les cinq ans, les populations de référence des années intermédiaires étant quant à elles estimées par interpolation ou extrapolation. Pour la commune, le premier recensement exhaustif entrant dans le cadre du nouveau dispositif a été réalisé en 2006.

En 2022, la commune comptait 528 habitants, en évolution de +11,63 % par rapport à 2016 (Seine-Maritime : +0,35 %, France hors Mayotte : +2,11 %).
| 1793 | 1800 | 1806 | 1821 | 1831 | 1836 | 1841 | 1846 | 1851 |
| ---- | ---- | ---- | ---- | ---- | ---- | ---- | ---- | ---- |
| 320  | 303  | 318  | 311  | 323  | 326  | 344  | 357  | 340  |

| 1856 | 1861 | 1866 | 1872 | 1876 | 1881 | 1886 | 1891 | 1896 |
| ---- | ---- | ---- | ---- | ---- | ---- | ---- | ---- | ---- |
| 355  | 333  | 325  | 298  | 316  | 285  | 276  | 276  | 287  |

| 1901 | 1906 | 1911 | 1921 | 1926 | 1931 | 1936 | 1946 | 1954 |
| ---- | ---- | ---- | ---- | ---- | ---- | ---- | ---- | ---- |
| 254  | 236  | 251  | 241  | 258  | 251  | 260  | 267  | 248  |

| 1962 | 1968 | 1975 | 1982 | 1990 | 1999 | 2006 | 2011 | 2016 |
| ---- | ---- | ---- | ---- | ---- | ---- | ---- | ---- | ---- |
| 281  | 233  | 234  | 278  | 462  | 451  | 506  | 506  | 473  |

| 2021 | 2022 | - | - | - | - | - | - | - |
| ---- | ---- | - | - | - | - | - | - | - |
| 505  | 528  | - | - | - | - | - | - | - |

## Culture locale et patrimoine

### Lieux et monuments
- Église Saint-Martin. À l’intérieur, fonts baptismaux classés du 13e siècle : cuve octogonale à pans bombés, avec couvercle en bois. Elle est décorée par 4 têtes humaines dont 3 sont nues et la quatrième coiffée d'un bandeau.